# Нижній Аллагуват
Нижній Аллагува́т (рос. Нижний Аллагуват, башк. Түбәнге Аллағыуат) — присілок у складі Стерлібашевського району Башкортостану, Росія. Адміністративний центр Аллагуватської сільської ради.
Населення — 295 осіб (2010; 286 в 2002).
Національний склад:
- башкири — 98%